# آدم در اسلام
آدَم بر طبق اعتقاد ادیان ابراهیمی منشأ تمام انسان‌ها است. مسلمانان معتقدند او ابتدا در بهشت می‌زیست. همسر آدم، حوا بود. چون آدم و حوا، توسط شیطان فریب خوردند و از درخت ممنوعه، میوه‌ای را خوردند، از بهشت اخراج شدند. این اولین انتقام شیطان از انسان بود که باعث اخراج آدم از پادشاهی بهشت و تنزل او به مقام بشری شد. پس از اخراج آدم از بهشت، اولین توبه‌ی انسان از گناه در پیشگاه خدا صورت گرفت که در نهایت این توبه‌ها توسط خدا پذیرفته گردید. در اسلام، نه تنها آدم را نخستین انسان بلکه نخستین پیامبر نیز می‌دانند.
همچنین آدم را آدم التراب می‌نامند و کنیه‌اش ابوالبشر است و وصفش صفی‌الله که در ضمن در سوره‌های بقره، اعراف، حجر، طه، ص، بنی اسرائیل و کهف از او سخن به میان آمده که با روایت «سفر پیدایش» در عهد عتیق (تورات) اختلاف‌هایی دارد.
او از دیدگاه شیعه صاحب فرزندان زیادی بود، ولی نام تعدادی از آن‌ها که در روایات اسلامی و یا حتی غیراسلامی موجود بوده‌است:
قابیل - هابیل - شیث - یافث - عناق - اقلیما - آزورا - نوریا

## انسان‌های پیش از آدم
در برخی از روایات اهل تشیع تصریح شده‌است که انسان‌هائی پیش از آدم و حوا وجود داشته‌اند که البته نسل آنان به مرور زمان منقرض گشته است.
در حدیثی منسوب به محمد باقر، امام پنجم شیعیان اثنی‌عشری خطاب به جابر بن یزید آمده‌است که:
گویا تو گمان می‌کنی که خداوند فقط این عالم را آفرید و بس و همچنین گمان می‌کنی که خداوند بشری غیر از شما نیافریده است؟ آری به خدا قسم خداوند هزار هزار عالم و هزار هزار آدم آفرید و تو در آخر این عالم‌ها و آدم‌ها هستی.
در حدیثی دیگر منسوب به محمد باقر، امام پنجم شیعیان اثنی‌عشری هم اینچنین آمده‌است که:
خدای عزوجل از روزی که زمین را آفریده، هفت عالم را در آن خلق (و سپس منقرض کرده است) که هیچ یک از آن عوالم از نسل آدم ابوالبشر نبوده‏ اند و خدای تعالی همه آن‌ها را از پوسته روی زمین آفرید و نسلی را بعد از نسل دیگر ایجاد کرد و برای هر یک، عالمی بعد از عالم دیگر پدید آورد تا در آخر، آدم ابوالبشر را بیافرید و ذریه‌اش را از او منشعب ساخت... .
در حدیثی منسوب به جعفر صادق، امام ششم شیعیان اثنی‌عشری گفته شده‌است که:
شاید شما گمان می ‏کنید خدای عزوجل غیر از شما هیچ بشر دیگری را نیآفریده است. نه، چنین نیست؛ بلکه هزار هزار آدم آفریده که شما از نسل آخرین آن‌ها هستید.
در حدیثی منسوب به علی ابن ابی‌طالب، امام اول شیعیان اثنی‌عشری نقل گشته‌است که:
وقتى که خداى متعال اراده کرد که خلقتى را به دست قدرت خود ایجاد کند و این امر بعد از گذشت هفت هزار سال از خلقت جن و نسناس در زمین بود، آن‌گاه خداوند از طبقات آسمان‌ها پرده برداشت و به ملائکه فرمود: به زمین بنگرید و اهل آن از جن و انس را ببینید، پس وقتى که نگاه کردند و اعمال معصیت‌آمیز آن‌ها را دیدند، بر ایشان بسیار دشوار بود، آن وقت گفتند: پروردگارا! تو عزیز و قادرى و این‌ها خلق ضعیف تو هستند که با روزى تو زندگى مى‏ کنند ولى تو را نافرمانى و معصیت مى‏‌نمایند و تو از آن‌ها انتقام نمى‌‏گیرى، وقتى که پروردگار سخن آنان را شنید، فرمود: من میخواهم در زمین جانشینى قرار دهم که حجت من در زمین من باشد، ملائکه گفتند: تو منزهى از این‌که در زمین موجودى را بیافرینى که همان‌طور که جنیان در زمین فساد مى‏‌کردند، در آن فساد و و خونریزى کنند، پس این خلیفه را از ما قرار بده، چون ما تو را معصیت و نافرمانى نکرده و تو را به ستایش تسبیح مى‏ گوییم و تقدیس مى‏‌نماییم، آن‌گاه خداى عزوجل فرمود: همانا من چیزى را مى‏‌دانم که شما نمى‏‌دانید، اراده کرده‌‏ام که به دست قدرت خود خلقى را بیافرینم و از ذریه او پیامبران و بندگان صالح و امامان هدایت‌یافته‌‏اى قرار دهم و آن‌ها را جانشینان خود بر خلقم در زمین قرار دهم و زمین خود را از لوث نسناس پاکیزه سازم و جنیان عصیانگر را منتقل کرده و آن‌ها را در هوا و در اقطار زمین سکونت دهم و بین آن‌ها و خلقم حجابى قرار دهم.

## قبل از خلقت آدم
آنچه که در احادیث و دست‌نوشته‌های اسلامی موجود است، قبل از خلقت آدم ابوالبشر، ساکنان زمین را موجوداتی به نام نسناس و جنیان تشکیل می‌دادند. با توجه به روایات، آن‌ها هفت هزار سال در زمین زندگی می‌کردند و پس از آنکه فسق و فجور در آن‌ها زیاد شد، الله پرده حجاب را از دنیا برداشت و به ملائکه گفت: «که ای فرشتگان و ای ساکنان آسمان، نظر کنید بر زمین و اهل آن را از جن و نسناس ببینید.» و زمانی که ملائکه به رفتارها و روش زندگی آن‌ها نگاه کردند بسیار متأسف و غضبناک شدند.
الله در جواب ملائکه گفت: من خلیفه‌ای در زمین قرار می‌دهم که حجت من باشد.
فرشتگان به الله گفتند: خداوندا، آیا خلیفه‌ای را از جنس مفسدان و خون‌ریزان برمی‌گزینی؟ آن حجت را از بین ما قرار بده.
و الله در جواب گفت: من می‌دانم چیزی را که شما نمی‌دانید، به‌درستی‌که من اراده نموده‌ام که خلق نمایم خلقی را بید قدرت خود و قرار دهم در ذریهٔ او انبیاء و مرسلین و بندگان صالحین و ائمه مهدیین را و آن‌ها را خلفا خود گردانم. در میان خلق تا رهنمایی کنند آن را به طاعت و عبادت من و بازدارند آن را از معاصی و نسنان را از میان بردارم و جنیان را در هوا در بیابان‌های قفر ساکن گردانم و بین آن‌ها و نسل بنی آدم حجاب قرار دهم.
ملائکه گفتند: خداوندا تو از هر عیب و نقص مبرائی و چرا در کار تو روا نیست و ما نمی‌دانیم مگر آنچه تو بما تعلیم فرمائی.
در نوشته‌ها آمده‌است که به دلیل این چون و چرا، فرشتگان به پانصد سال دوری از عرش گرفتار شدند، پس به نزد الله آمدند و به توبه و انابه پرداختند. الله بیت المعمور را در آسمان ایجاد نمود و به فرشتگان گفت: «بروید به بیت المعمور طواف کنید و اظهار ندامت نمائید تا توبهٔ شما قبول شود.» و در احادیث آمده‌است که هر روز هفتاد هزار فرشته به بیت المعمور برای طواف می‌رفتند و دیگران در صف باقی می‌ماندند و در روز بعد مجدداً هفتاد هزار فرشته دیگر برای طواف می‌رفتند.
و الله در نهایت به ملائکه گفت: به‌درستی‌که من بشری را خلق‌کننده‌ام از گل خشک‌شده و از گل سیاه متغیر متعفن.

## خلقت آدم
از محمد باقر نقل شده‌است: چون مشیت الهی تعلق گرفت باینکه آدم را ایجاد نماید، برداشت از طرف یمین یک غرفه آب گوارا و با خاک مخلوط ساخت و گل خشک شد و از جانب چپ یک قبضه آب شور ناگوار برداشت و گل ساخت بعداً هر دو گل‌ها را مخلوط و از ممزوج طینتین آدم را آفرید.
آنچه در نوشته‌های اسلامی و قرآن موجود است، الله گل آدم را در برابر عرش خود قرار داد، پس به ملائکه جهات (که مراد شمال، جنوب، صبا، دبور باشند) فرمان داد تا بادهای مختلف را بر آن سلالهٔ طین بوزند و در آن طبایع اربع را که عبارت از صفرا، سودا، بلغم و دم باشد جاری سازند.
- صفرا از تأثیر باد جنوب است که نتیجهٔ آن ایجاد علاقه به زنان، آرزوهای زیاد و حرص است.
- سودا از تأثیر باد بور بوده و نتیجهٔ آن غضب، سفه، شیطنت، تکبر، تمرد و عجله حاصل گشته‌است.
- بلغم از تأثیر باد شمال است که در طنیت او ایجاد شد و علاقه به غذا، شراب، حلم و رفق نصیبش گردید.
- دم از تأثیر باد صبا است که منظور خون است و علاقه به فساد و لذت‌ها، ارتکاب محرمات و پیروی از مشتهیات ایجاد شد.[۱۱]

در نهایت الله انسان را خلق نمود و چهل سال به همان حال بدن او را بدون روح به حال خود گذاشت و شیطان به دفعات به نزد پیکر آدم می‌آمد و از خود می‌پرسید: «این پیکر برای چه خلق شده‌است؟ اگر خداوند به من فرمان سجده کردن در برابر این موجود را بدهد، من در برابر آدم سجده نخواهم کرد.
وقتی مدت ۴۰ سال تمام شد روح در پیکر آدم دمیده شد و آن زمان که روح به زانو یا کمر آدم رسید او توانست حرکت کند و خواست برخیزد ولی نتوانست و این خود اشاره‌ای به آیه «خلق الانسان من عجل» دارد. در نوشته آمده‌است که روح از پای انسان وارد بدن او شد و در نهایت زمانی که روح به بینی آدم رسید، او عطسه کرد و برخاست و نشست و گفت: «الحمد لله»
و الله در جواب آدم گفت: «یرحمک الله ربک یا آدم.»
به گفته یکی از دانشمندان قدیم یونانی جسم انسان از چهار عنصر طبیعت (آب، خاک، هوا، آتش) ایجاد شده‌است؛ ولی علم اثبات کرده‌است که در انسان بیش از هفتاد عنصر وجود دارد و جسم انسان از بخش‌ها و ذرات مختلفی بوجود آمده و فقط منحصر به این چهار عنصر نمی‌باشد.
در انجیل برنابا؛ آمده است که: «شیطان در اثنای برگشتن خود بر آن مشت خاک خدو برای انسان انداخت. پس جبرئیل برداشت آن آب دهان را با قدری از خاک و این شد سبب نافی در شکمش.»

## پس از خلقت آدم
خداوند پس از خلقت آدم برای آنکه به فرشتگان خویش برتری آدم را اثبات نمایند آنکه مقام خلافت بالاتر از آن است که آن‌ها توانایی کسب آن‌ها را داشته باشند، به آدم علم اسماء را یعنی اسم‌های کوهها، دریاها، بیابانها، نباتات، حیوانات و چیزهای دیگر را آموخت.
سپس الله ملائکه را به گرد هم آورد و برتری آدم را به آن‌ها اثبات نمود. فرشتگان نیز با مشاهده این امر اعلام عجز و ناتوانی نسبت به آدم کردند. طبق قولی که الله از فرشتگان گرفته بود مبنی بر اینکه پس از دمیده شدن روح در آدم باید بر او سجده کنند، به دستور الله فرشتگان بر آدم سجده کردند.
همین مسئله مقام و منزلت آدم را نشان می‌داد، زیرا سجده به غیر از خدا بر دیگر موجودات روا نیست. به همین دلیل در نوشته‌های مکتوب و احادیث آمده‌است که سجده به آدم به ماننده سجده بر خدا بوده‌است زیرا روح خالق هستی فقط در جسم آدم (انسان) قرار دارد و به احترام آنان آدم مورد احترام قرار گرفت:
آدم به‌کجا و اینهمه رتبه و جاه *** از مرتبهٔ پسر پدر آدم شد
تمام ملائکه به آدم سجده کردند جز ابلیس که علی ابن موسی الرضا گفته نام اصلی وی حارث و نامی که با آن شهرت داشته عزازیل بود و به دلیل تکبر و حسادت از سجده امتناع ورزید. شیطان به الله گفت: پروردگارا مرا از سجده بر آدم معاف دار، تا من به نحوی عبادت انجام و بطوری اطاعت کنم از تو که هیچ ملک مقرب و نبی مرسلی چنان عبادت نکرده و نکند.
الله پاسخ داد: ما را به عبادت تو نیاز نیست و عبادت آن است که من می‌خواهم و من می‌گویم، نه آنچه تو می‌خواهی.
الله به شیطان گفت: «چه چیز مانع شد تو را از سجده کردن به انسان.» و شیطان جواب داد: «انسان فانی آنقدر بلند مرتبه و خطاناپذیر نیست که خالق حمایتش می‌کند … پس من اورا از راه بدر می‌کنم تا به خالق اثبات شود که در مورد انسان اشتباه کرده … ونیز می‌گفت از آدم برترم، مرا از آتش و آدم را از گل آفریدی.»
الله در جواب ابلیس گفت: هبوط کن از منزلتی که داری و خارج شو از صف ملائکه که اینجا مقام و مکان خاشعان و مطیعان است نه جای سر کشان و متمردان، بیرون رو که تو از صاغران و پست فطرتان هستی
پس شیطان از الله مهلت خواست تا روز معلوم تا فرزندان آدم را گمراه سازد، شیطان از الله در خواست‌هایی را داشت که الله نیز ان‌ها را برآورده کرد و دلیل آن این بود که شیطان در آسمان دو رکعت نماز خوانده بود که هر کدام چهار هزار سال طول کشیده بود. در خواست‌های شیطان از این قرار بودند:
- بداند روز معلوم چه روزی است.
- بتواند بر فرزندان آدم مسلط گردد.
- در پیکر آنان جاری شود.
- در برابر هر فرزند از نسل آدم صاحب دو فرزند از نسل خود شود.
- شیطان انسان‌ها را بتواند ببیند ولی فرزندان آدم او را نتوانند ببینند.
- و در نهایت خواست که بتواند به هر شکل و ظاهری در نزد انسان‌ها ظاهر شود.

سپس الله شیطان را پست و حقیر از درگاه خود بیرون کرد.

## خلقت حوا برای آدم
الله سپس، حوا را خلق نمود. بدین شکل که الله آدم را در خواب کرد سپس حوا را آفرید و به حوا امر کرد که آدم را تکان دهد تا وی بیدار شود.
آدم از جایش بلند شد و موجودی زیبا و نیکو رو را در برابرش دید، پس پرسید: «کیستی تو؟». و حوا جواب داد: مخلوقی هستم که خدا مرا آفریده، چنانچه می‌بینی.
در این موقع آدم عرض کرد: خداوندا کیست این موجود زیبا که من هم صحبتی و نزدیکی با وی را دوست دارم و مایلم به وی نگاه کنم.
الله گفت: این آمه و کنیز من است، آیا می‌خواهی که همیشه با تو و انیس و هم سخن تو باشد؟
آدم عرض کرد: خداوندا، آری مایلم.
پس قرار شد که حوا به شرط آنکه آدم همه علوم کائنات و دینی را به وی بیاموزد، همسر وی گردد، سپس آدم به حوا گفت: «نزد من آی…» و حوا جواب داد: «نه، تو نزد من آی!» و بعد الله به آدم گفت که تو باید به نزد حوا روی.
و این چنین آدم و حوا به عقد هم درآمدند و الله آن‌ها را وارد بهشت کرد و به آن‌ها اجازه خوردن و آشامیدن از همه نعمات بهشتی را داد جز یک درخت که گفت: «به این درخت نزدیک نگردید وگرنه از ظالمان هستید.»
شیطان وارد بهشت شد و آدم و حوا را فریب داد، به آن‌ها گفت: خداوند نهی نفرموده شما را از کل ثمره این درخت، مگر برای آنکه خیر شما را نخواسته زیرا اگر از ثمره این درخت بخورید، دو فرشته می‌شوید یا علم غیب پیدا می‌کنید یا قدرتی پیدا می‌کنید بیش از عزیزان خدا، یا کارتان به جایی می‌رسد که همیشه در بهشت خواهید ماند و در زمره خالدین باشید، و هیچ‌گاه مرگ به سراغتان نمی‌آید. و قسم خورد که من ناصح و خیر خواه شما هستم.
پس شیطان موجب لغزش آن‌ها از بهشت شد.
پس از آن بود که هر دو مورد توبیخ الله قرار گرفتند:
" و ناداهما ربّهما الم أنهکما عن تلکما الشجرة و اقل لکما انّ الشیطان لکما عدو مبین
" و پروردگارشان آن دو را ندا داد که: آیا شما را از آن درخت نهی نکردم و نگفتم که شیطان برای شما دشمن آشکاری است ؟! "
و تبعا مجازات هر دوی آن‌ها با بیرون رانده شدن از بهشت مساوی بود.
حوا و آدم از آن درخت که خوردند جامه بهشتی از تنشان خارج شد و مکشوف العوره شدند. از برگ‌های درختان بهشتی چیدند و با آن‌ها خود را پوشاندند.
الله به آدم و حوا گفت: آیا من شما را از نزدیکی به این درخت منع نکردم؟ آیا نگفتم که شیطان از برای بنی نوع انسان دشمنی ظاهری و قوی است، چرا به گفتار او مغرور شدید؟
آدم و حوا به جرم خود اعتراف کردند و از الله طلب بخشش کردند. ولی الله قبول نکرد و به فرشتگان گفت که آن‌ها را از درگاه خود بیرون کنند و آدم به الله گفت: خداوندا توبه مرا بپذیر و از گناهم حذر کن.
و الله گفت: برو به سوی زمین تا توبهٔ تو را قبول کنم.
هنگامی که آدم قصد خارج شدن از بهشت را داشت، گفت: «بسم الله الرحمن الرحیم.» و جبرئیل گفت: ای آدم، کلام بزرگی بر زبان آوردی، صبر کن، شاید حی سبحان ببرکت آن از تقصیراتت بگذرد.
خطاب شد: ای جبرئیل بگذار به زمین برود و نسل او زیاد شود، من به برکت بسم الله، فوج فوج گنه کار بیامرزم و از برای بسم الله خواص و نتائج و فوائد بسیار است، هر کس بخواهد اطلاع بر آن‌پیدا نماید بر او است که مراجعه به کتب اخبار نماید.

## آغاز حیات آدم در زمین

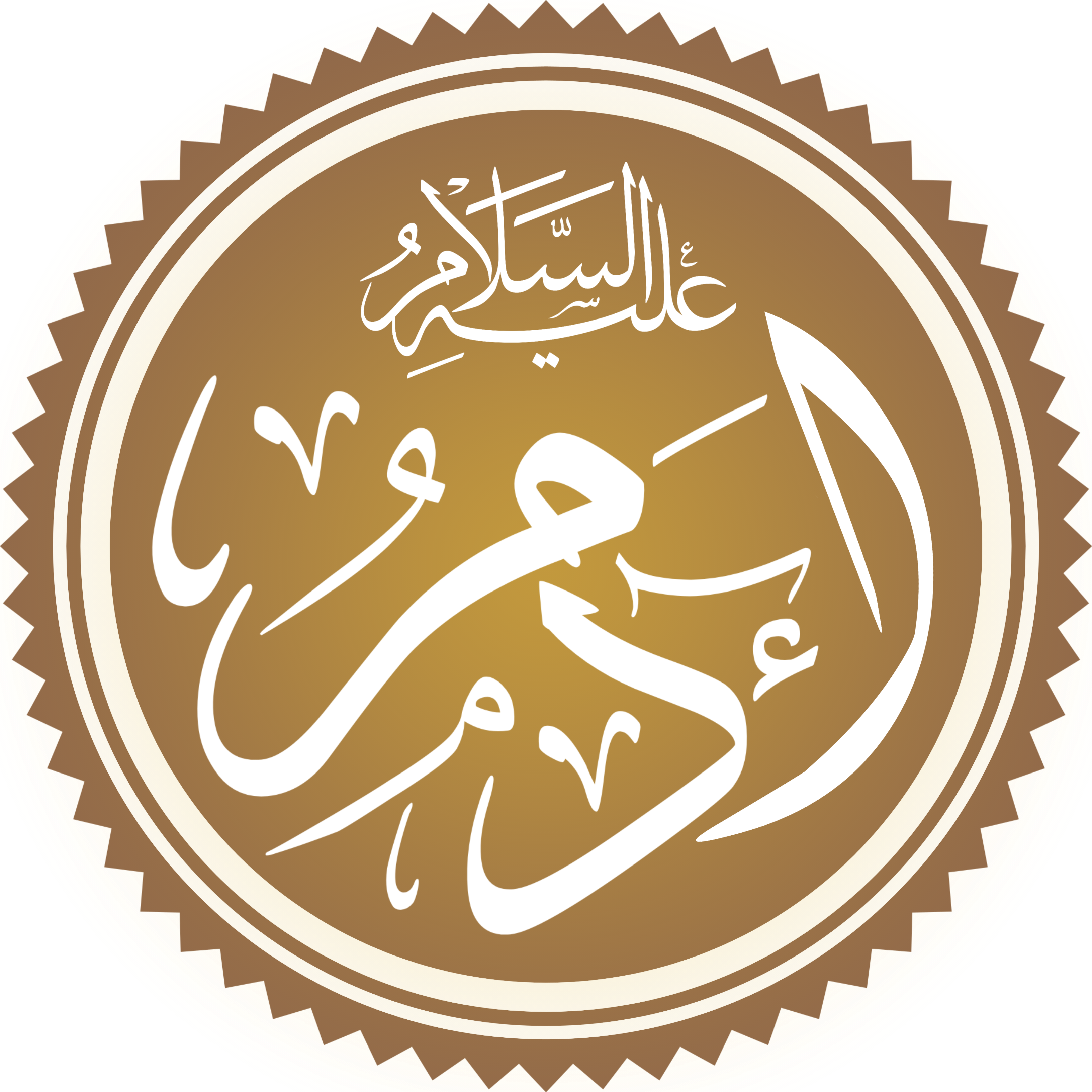
خوشنویسی از اسم آدم

آدم به محض آنکه چشمانش را در زمین باز کرد به اطرافش نگاه کرد و شیطان را دید که قبل از او آنجا آمده، آدم رو به آسمان کرد و گفت: خداوندا مرا توانائی و طاقت زندگی و به سر بردن با او نیست، حال او را هم به زمین آورده‌ای؟ من با وسوسه او چه کنم؟
و الله گفت: ای آدم جزاء هر گناه را همان یک معصیت می‌نویسم و پاداش هر عمل نیکو را از ده تا هفتصد برابر.
الله آدم و حوا را از یکدیگر جدا کرد و آدم را به کوه صفا و حوا را در مروه قرار داد. آدم چهل شبانه روز به سجده و گریه برای الله پرداخت، سجده‌اش برای توبه و گریه‌اش برای خطا و دوری از حوا بود. پس از آنکه جبرئیل بر آدم نازل شد به وی توبه کردن را آموخت و بعد از قبول توبه، مدت دوری آدم و حوا نیز به پایان رسید.
سپس وقتی آن‌ها به یکدیگر رسیدند و با یکدیگر هم بستر شدند، حوا پس از مدتی سنگین و شکمش بزرگ شد. آن هنگام آدم و حوا خدای خود را خواندند و در دعا و مناجات عرض کردند خدایا اگر فرزند سالمی به ما دهی هر دم از شاکران تو هستیم.
در هر مرحله حوا یک دو قول می‌زایید، در مرتبه اول نام آن‌ها را قابیل (یا قابین) و خواهرش را اقلیما گذاشت و در شکم بعدی هابیل و خواهرش لوذا را زایید. قابیل و هابیل برای آنکه به مقام پیامبری دست یابند و اسماء اعظم را بیاموزند به رقابت پرداختند، و در نهایت قابیل برادر خود، هابیل را به وسوسه شیطان کشت، زیرا او توانست در مراسم قربانی کردند سر بلند بیرون آید.
شیطان به او گفت: قربانی برادرت قبول شد، اما قربانی تو قبول نگردید، اگر هابیل را زنده بگذاری نسل او بر فرزندان تو فخریه می‌کنند که قربانی پدر ما مقبول و قربانی پدر شما مقبول نگردید.
پس قابیل به قصد کشتن برادر خود به سمت هابیل رفت ولی چون نمی‌دانست وی را چطور بکشد، شیطان به او آموخت: سر برادر را بین دو سنگ بگذارد تا او بمیرد و قابیل چون اجرا نمود، سر برادر شکست و او مرد. در آن زمان حیوانات و درندگان به سمت جسد هابیل آمدند و قابیل برای آنکه از تکه‌تکه شدند او جلوگیری کند برادر را به کول گرفت و ساعت‌ها در جنگل به حرکت پرداخت تا آنکه خسته شد و نشست و بی‌خبر از آنکه باید با این جسد چه کند.
پس الله دو کلاغ را به نزدیکی قابیل فرستاد تا آن‌ها با یکدیگر بجنگند، کلاغی که پیروز شده بود گودالی را با منقارش بکند و کلاغ مرده را در آن مدفون کرد. پس قابیل که این صحنه را دید به تبعیت از کلاغ گودالی کند و هابیل را در آن خاک کرد.
قابیل پس از اینکار به خانه برگشت و آدم جویای فرزند دیگرش شد و قابیل به او گفت که از او خبر ندارد، پس آدم با خبر شد از آن اتفاقی که نباید می‌افتاد. آدم چهل شبانه روز برای فرزندش گریه کرد. پس از آن به آدم وحی شد که به او فرزندی داده می‌شود تا قائم مقام هابیل باشد و طولی نکشید که فرزندی پاک و منزه زایید، وحی شد بر آدم که نام او را هبه الله بگذار زیرا هبه و عطیه من است.
قابیل که دید آتش نشانه مقبول شدن قربانی‌هایشان در رقابت بوده‌است، پس بعد از آنکه دید هیچ چیزی به نفع او نگردید، اولین آتشکده را ایجاد نمود و در روایت آمده‌است که الله او را تا روز قیامت در برابر آفتاب معلق ساخت.
پس از آنکه الله شیث هبه الله را به آدم داد، فرزند دیگری به آدم داد که نام او یافث گذاشته شد. زمانی که آن‌ها بزرگ شدند الله دو حوری در فاصله یک روز برای آنان فرستاد. حوری اول که همسر شیث گردید نزله نام داشت و دیگری که به عقد یافث درآمد منزله بود. آدم آن‌ها را به عقد یکدیگر درآورد.
شیث از همسرش یک پسر و یافث از همسرش صاحب یک دختر گردید؛ و الله دستور داد به آدم زمانی که آن‌ها بالغ شدند آن‌ها را به عقد یکدیگر درآورد. پس این‌چنین بود که نسل آدم بر روی زمین گسترده گردید.
آدم ابوالبشر عمر طولانی داشت که همه آن را به عبادت و زراعت پرداخت و صاحب فرزندان بسیاری گردید. عمر آدم را بر اساس روایات ۹۳۰ سال می‌دانند. آدم در مکه در گذشت و در همان‌جا دفن گردید، بعدها پیکر او را به نجف بردند و حالا در نزدیکی علی بن ابیطالب آرمیده‌است.
در روایتی منسوب به امام ششم شیعیان، جعفر صادق اینچنین به دست می‌آید که بعد از شیث، یافث به دنیا آمد، امّا شیث و یافث (برخلاف دیگر برادرهایشان) دیگر خواهر دوقلو نداشتند.
در روایتی منسوب به امام ششم شیعیان، جعفر صادق اینچنین گفته شده‌است که قبل از قابیل حوا دختری به دنیا آورد و او را «عناق» نامید، [امّا او فاسد شد]؛ و اوّلین کسی بود که بر روی زمین به فساد و طغیان پرداخت، لذا خداوند گرگی که جثّه‌ای شبیه فیل داشت و کرکسی که جثّه‌ای به بزرگی یک خر داشت، بر او مسلّط کرد و آن دو او را کشتند.